# János Váradi
János Váradi est un boxeur hongrois né le 28 février 1961 à Kemecse.

## Carrière
Il remporte aux Jeux olympiques d'été de 1980 à Moscou la médaille de bronze dans la catégorie poids mouches.

## Palmarès

### Jeux olympiques
- Médaille de bronze en -51 kg aux Jeux de 1980 à Moscou, URSS